# اچ‌ام‌اس وستال (جی۲۱۵)
اچ‌ام‌اس وستال (جی۲۱۵) (به انگلیسی: HMS Vestal (J215)) یک کشتی است که طول آن ۲۵۵ فوت (۷۸ متر) می‌باشد. این کشتی در سال ۱۹۴۳ ساخته شد.